# Boonville (California)
Boonville es un lugar designado por el censo ubicado en el condado de Mendocino en el estado estadounidense de California. En el año 2010 tenía una población de 1,035 habitantes.

## Geografía
Boonville se encuentra ubicado en las coordenadas 39°0′47″N 123°22′32″O / 39.01306, -123.37556.